# Rob Elliot
Robert „Rob“ Elliot (* 30. April 1986 in Greenwich) ist ein ehemaliger irischer Fußballtorwart und aktueller -trainer. In London geboren und für die irische Nationalmannschaft spielberechtigt, verbrachte er die ersten Profijahre bei Charlton Athletic, bevor es ihn Ende August 2011 in den englischen Nordosten zu Newcastle United zog.

## Karriere

### Charlton Athletic
Elliot wurde zunächst bei dem Amateurverein Erith Town als Torwart ausgebildet und schloss sich im Alter von 17 Jahren Charlton Athletic an – den Verein, den er von Kindesbeinen an favorisiert hatte. Erste Erfahrungen sammelte er zunächst als Leihspieler. Hier waren die Stationen zunächst in der Saison 2004/05 der Sechstligist FC Bishop’s Stortford und zwei Spielklassen darüber Notts County sowie in den beiden Jahren darauf Accrington Stanley. Dort war er zunächst Nachfolger von Darren Randolph, der ebenfalls als Charlton-Torwart bei dem Verein ausgeholfen hatte. Er gehörte zu der Mannschaft, die in der fünftklassigen Conference National die Meisterschaft gewann. Bei seinem zweiten Gastspiel konnte er sich in der vierten Liga gegen Ian Dunbavin nicht durchsetzen und war zurück in Charlton dritter Torhüter hinter Nicky Weaver und Darren Randolph für die meiste Zeit der Saison 2007/08. Er rückte zum direkten Ersatzmann auf, nachdem Randolph an den FC Bury ausgeliehen worden war und debütierte am 5. April 2008 für den Klub, nachdem Weaver im Zweitligaspiel gegen Plymouth Argyle (2:1) vom Platz gestellt worden war. Im August 2008 stand er gegen Yeovil Town (0:1) erstmals in der Startelf, bevor es ihm ab Dezember 2008 gelang, Weaver als Stammtorwart zu verdrängen. Mit einer Serie von guten Leistungen zu Beginn der Spielzeit 2009/10 empfahl er sich für eine Vertragsverlängerung bis 2012.

### Newcastle United
Ende August 2011 zog es Elliot jedoch in die Premier League zu Newcastle United. Dabei setzte er seine Tätigkeit unter Trainer Alan Pardew fort, mit dem er schon bei Charlton Athletic zusammengearbeitet hatte. Vorgesehen war er dabei als Ersatzmann für Stammtorwart Tim Krul sowie des etatmäßigen Vertreters Steve Harper. Seine Einsätze blieben dabei zunächst auf Pokalspiele begrenzt – darunter auch fünf Partien in der Frühphase der Europa League. Als sich dann jedoch Krul verletzte, absolvierte Elliot seine erste Premier-League-Begegnung gegen den FC Southampton (4:2). Hier kassierte er zwar bereits in der dritten Spielminute einen Gegentreffer, bereitete dann jedoch das zwischenzeitliche 2:1 von Papiss Demba Cissé vor. Die Serie von zehn Premier-League-Einsätzen endete am 12. Mai 2013 mit einer gelbroten Karte beim 2:1-Auswärtssieg gegen die Queens Park Rangers.
Die nächsten regelmäßigen Bewährungschancen erhielt Elliot in der Saison 2015/16, nachdem er diese als dritter Torwart hinter Krul und Karl Darlow begonnen hatte. Eine weitere schwere Verletzung bei Krul sowie kleinere Blessuren bei Darlow sorgten dafür, dass Elliot am 18. Oktober 2015 das 6:2 gegen Norwich City eine weitere Phase als zwischenzeitlicher Stammtorwart einleitete. Diese erhielt am 29. März 2016 wieder einen empfindlichen Rückschlag, als sich Elliot im Länderspiel gegen die Slowakei das Kreuzband riss, womit er auch die Hoffnungen auf einen Einsatz bei der Euro 2016 begraben musste. Im Dezember 2016 – nach dem Abstieg in die zweite Liga – kehrte er in den Kader von Newcastle United zurück, in dem sich Darlow unter dem neuen Trainer Rafael Benítez mittlerweile als „Nummer 1“ etabliert hatte. So hatte Elliot auch nur eine Nebenrolle beim direkten Wiederaufstieg im Jahr darauf, als er lediglich in den letzten drei Partien (bei bereits erreichtem Ziel) zwischen den Pfosten stand. Weder Elliot noch Darlow konnten sich im Anschluss nennenswerte Vorteile erarbeiten. So sorgte die leihweise Verpflichtung von Martin Dúbravka im Januar 2018 dafür, dass beide in die Rolle des Ersatztorhüters zurückfielen. Bis zum Ende der Saison 2019/20 absolvierte Elliot kein weiteres Premier-League-Spiel mehr.

### Letzte Karrierestationen
Ende Januar 2021 setzte Elliot seine aktive Karriere in der zweiten Liga beim FC Watford fort. Der anfänglich bis zum Ende der Saison 2020/21 befristete Vertrag wurde nach dem Premier-League-Aufstieg im Juni 2021 mit einem neuen Kontrakt für zwei Jahre verlängert. Dieser wiederum wurde aber nach dem direkten Abstieg in der Saison 2021/22 nach gerade einmal einem Pflichtspieleinsatz in anderthalb Jahren vorzeitig beendet.
Im August 2022 schloss sich Elliot in der National League dem FC Gateshead an. Dort übernahm er die Aufgabe des Technischen Direktors, besitzt jedoch weiterhin die aktive Spielberechtigung. Im Oktober 2023 wurde Elliot interimistisch Cheftrainer des Teams. Er gewann mit dem Team durch einen Sieg nach Elfmeterschießen gegen Solihull Moors im Wembley-Stadion die FA Trophy 2024, wenig später wurde er permanent zum Cheftrainer ernannt. An den Play-offs um den Aufstieg in die EFL League Two durfte der Klub nicht teilnahmen, weil die Stadionsituation bei Gateshead nicht den Lizenzvorgaben entsprach.
Anfang Oktober 2024 wechselte Elliot als Trainer zu Crawley Town in die EFL League One. Nach nur sechs Siegen aus 33 Partien wurde er am 19. März 2025 bereits wieder entlassen. Zu diesem Zeitpunkt hatte das Team in der EFL League One 2024/25 zwölf Punkte Rückstand auf einen Nichtabstiegsplatz.

### Irische Nationalmannschaft
Aufgrund seines Vaters, dessen Wurzeln in der irischen Stadt Cork lagen, war Elliot für die irische Nationalmannschaft berechtigt. Erstmals in den Kader der A-Mannschaft wurde er im Oktober 2013 berufen, kam jedoch zunächst nicht zum Einsatz. Unter dem damaligen Trainer Martin O’Neill musste er sich mit Shay Given, David Forde, Keiren Westwood und Darren Randolph messen und er kam zu seinem ersten Länderspiel gegen die Türkei. Nach zwei weiteren Einsätzen im Jahr 2014 gegen den Oman und die USA endete im März 2016 die Länderspielkarriere schmerzhaft mit einem Kreuzbandriss.